# ایلونا بورگرووا
ایلونا بورگرووا (چکی: Ilona Burgrová؛ زادهٔ ۱۵ مارس ۱۹۸۴) بازیکن بسکتبال زن اهل جمهوری چک است.
وی در مسابقات کشوری و بین‌المللی در مجموع برندهٔ ۱ مدال نقره شده‌است.